# Corcelle-Mieslot
Corcelle-Mieslot ist eine französische Gemeinde mit 94 Einwohnern (Stand: 1. Januar 2022) im Département Doubs in der Region Bourgogne-Franche-Comté.

## Geographie
Corcelle-Mieslot liegt auf 260 m, etwa 18 Kilometer nordöstlich der Stadt Besançon (Luftlinie). Das Dorf erstreckt sich in der Talmulde des Ruisseau de la Corcelle, südlich des Ognon, am Rand der äußersten nordwestlichen Höhenzüge des Juras.
Die Fläche des 6,42 km² großen Gemeindegebiets umfasst einen Abschnitt der gewellten Landschaft zwischen den Flusstälern von Doubs und Ognon. Der zentrale Teil des Gebietes wird von der breiten Talmulde des Ruisseau de la Corcelle eingenommen, der für die Entwässerung nach Norden zum Ognon sorgt. Flankiert wird die Talmulde im Osten von den Höhen des Bois de la Côte du Mont (bis 340 m) und im Westen vom Höhenrücken des Bois de Fays, der den nordöstlichsten Ausläufer des Höhenzuges der Grande Côte bildet. Hier wird mit 444 m die höchste Erhebung von Corcelle-Mieslot erreicht.
Nachbargemeinden von Corcelle-Mieslot sind Rigney und Rignosot im Norden, La Tour-de-Sçay und Pouligney-Lusans im Osten sowie Marchaux-Chaudefontaine im Südwesten.

## Geschichte
Im Mittelalter gehörten Corcelle und Mieslot zur Herrschaft La Roche sur-l’Ognon. Zusammen mit der Franche-Comté gelangten beide Dörfer mit dem Frieden von Nimwegen 1678 definitiv an Frankreich. Die beiden Ortschaften fusionierten 1823 zur Gemeinde Corcelle-Mieslot. Heute gehört Corcelle-Mieslot zum Gemeindeverband Doubs Baumois.

## Bevölkerung
| Jahr                       | 1962 | 1968 | 1975 | 1982 | 1990 | 1999 | 2016 |
| Einwohner                  | 49   | 45   | 42   | 55   | 88   | 83   | 108  |
| Quellen: Cassini und INSEE |      |      |      |      |      |      |      |

Mit 94 Einwohnern (Stand 1. Januar 2022) gehört Corcelle-Mieslot zu den kleinsten Gemeinden des Départements Doubs. Nachdem die Einwohnerzahl in der ersten Hälfte des 20. Jahrhunderts deutlich abgenommen hatte (1891 wurden noch 116 Personen gezählt), wurde seit Beginn der 1980er Jahre wieder ein Bevölkerungswachstum verzeichnet.

## Wirtschaft und Infrastruktur
Corcelle-Mieslot war bis weit ins 20. Jahrhundert hinein ein vorwiegend durch die Landwirtschaft (Ackerbau, Obstbau und Viehzucht) und die Forstwirtschaft geprägtes Dorf. Noch heute leben die Bewohner zur Hauptsache von der Tätigkeit im ersten Sektor. Außerhalb des primären Sektors gibt es nur wenige Arbeitsplätze im Dorf. Einige Erwerbstätige sind auch Wegpendler, die in den umliegenden größeren Ortschaften ihrer Arbeit nachgehen.
Die Ortschaft liegt abseits der größeren Durchgangsstraßen an einer Departementsstraße, die von Besançon nach Rougemont führt. Der nächste Anschluss an die Autobahn A36 befindet sich in einer Entfernung von ungefähr sechs Kilometern. Eine weitere Straßenverbindung besteht mit Lusans.